# Carmen de Areco

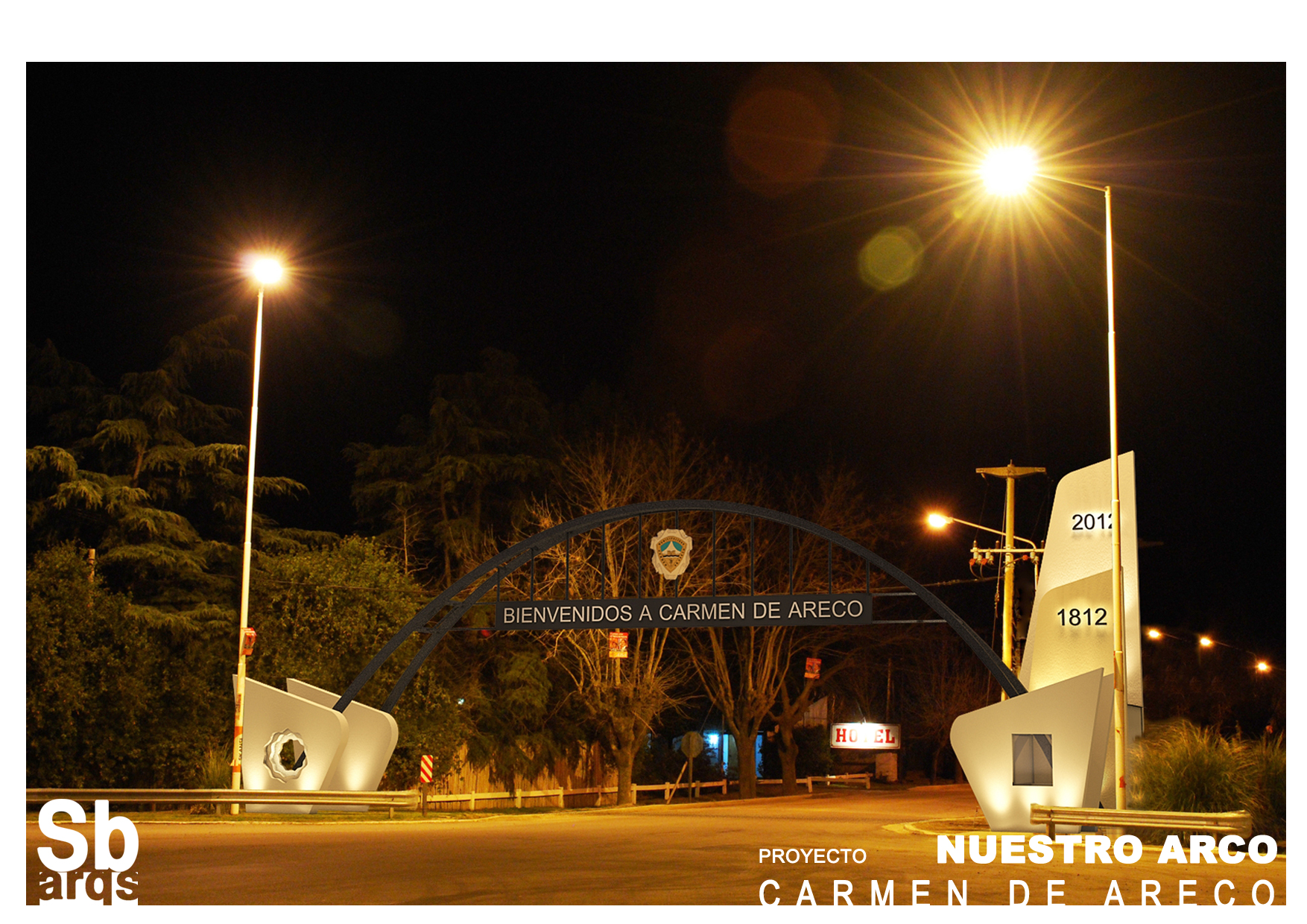
Arco de acesso para a cidade de Carmen de Areca.

Carmen de Areco é uma localidade do partido de Carmen de Areco, da Província de Buenos Aires, na Argentina. Possui uma população estimada em 12 008 habitantes (INDEC 2001).